# Poul Andreassen
Poul Andreassen (18. februar 1928 i Stubbekøbing – 7. august 2009) var en dansk direktør for ISS, og tidl. formand for det Konservative Folkeparti.
I 1962 blev han direktør for Det Danske Rengøringsselskab, der undervejs udviklede sig til koncernen ISS. Han var mange år passivt medlem af det Konservative Folkeparti og blev udnævnt som formand for byggeriet af Storebæltsforbindelsen i 1987.
Da det Konservative Folkeparti havde en lederkrise i 90'erne, hentede partiets politiske leder Pia Christmas-Møller Andreassen ind som partiformand i 1998. Andreassen havde det svært i politik, men da Pia Christmas-Møller ikke fungerede som leder efter hans mening, kom han med idéen med Bendt Bendtsen som ny politisk leder, som også blev en realitet i 1999. I 2000 forlod Andreassen politik og Bendt Bendtsen blev også formand for partiet.
Han var Ridder af Dannebrog.